# Grigore Ureche

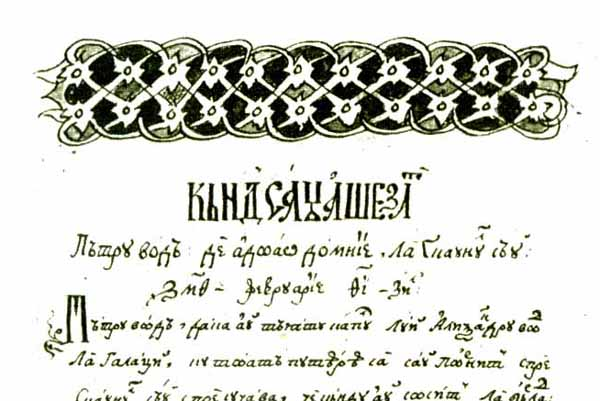
Fragment "Latopisu Ziemi Mołdawskiej" autorstwa Grigora Urecha z 1642 r.

Grigore Ureche (ur. ok. 1590, zm. w 1647) był kronikarzem mołdawskim i zarządcą Dolnej Mołdawii; jeden z pierwszych pisarzy piszących po mołdawsku, twórca teorii o rzymskim pochodzeniu Mołdawian i Wołochów.

## Życie
Grigore Ureche był synem wpływowego bojara mołdawskiego Nestora Ureche, który był radcą książęcym przebywającym na emigracji w Polsce. Swe dzieciństwo Ureche spędził w Polsce, studiował m.in. na uczelni jezuickiej we Lwowie. Po powrocie do Mołdawii piastował wiele wysokiej rangi urzędów na dworach kilku hospodarów mołdawskich. W okresie panowania Bazylego Lupu (od 1634) został zarządcą Dolnej Mołdawii.

## Twórczość
Grigore Ureche jest autorem Latopisu Ziemi Mołdawskiej (mołd., rum. Letopisețul Țării Moldovei, napisana w latach 1642–1647), dzieła, które dało początek tradycji pisania kronik mołdawskich w języku mołdawskim. Do XVII wieku większość mołdawskich tekstów literackich powstawała w języku cerkiewnosłowiańskim. Tradycję, którą rozpoczął Ureche kontynuowali później Miron Costin i Ion Neculce. Latopis, który jest dzisiaj znany tylko z jego późniejszych odpisów opisuje dzieje państwa mołdawskiego od jego powstania w XIV wieku do 1595 roku. Jedną z części wstępu do latopisu zatytułował "O naszym mołdawskim języku" (mołd. Pentru limba noastră moldovenească), w której jako pierwszy w historii Mołdawianin przedstawia tezę o łacińskim pochodzeniu języka mołdawskiego. Przy pisaniu swego latopisu Ureche korzystał z wcześniejszych mołdawskich, (cerkiewno)-słowiańskich kronik (zwłaszcza z Kroniki mołdawskiej autorstwa Piotra Kulawego z 1587 r.) oraz z Kroniki polskiej (mołd. Letopișețul leșesc) Joachima Bielskiego z 1597 roku. Najobszerniejszą część latopisu tworzy opis rządów hospodara Stefana Wielkiego, który w kronice nazywany jest "Stefanem Dobrym" a jego panowanie przedstawione jest w bardzo pozytywnym świetle.

### Wydania dzieł
- 1852 – Letopisețul Țării Moldovei, de când s-au descălecat țara și de cursul anilor și de viiața domnilor carea scrie de la Dragoș Vodă până la Aron Vodă, w: Mihail Kogălniceanu (red.), Letopisețele Țării Moldovei, tom I (Jassy).
- 1858 – Cronica lui Grigore Ureche și Simion Dascălul, w: Istoria Moldo-României, Tom I (Bukareszt).
- 1878 – Chronique de Moldaviae... par Grégoire Urechi, red. Em. Picot (Paryż).
- 1911 – Chronique de Grigorie Urechi, red. I. N. Popovici (Bukareszt).
- 1955 – Letopisețul Țării Moldovei, red. P. P. Panaitescu (Bukareszt; wydanie II - 1958).
- 1961 – Letopisețul Țării Moldovei până la Aron-vodă 1359-1595, red. C. Giurescu (Bukareszt).
- 1967 – Letopisețul Țării Moldovei, red. L. Onu (Bukareszt).
- 1978 – Letopisețul Țării Moldovei, red. M. Scarlat (Bukareszt; wydanie II - 1986, wydanie III – 1987).
- 1990 – Letopisețul Țării Moldovei (Kiszyniów: Editura Hyperion).